# Kokiria miharo
Kokiria miharo är en nattsländeart som beskrevs av Mcfarlane 1964. Kokiria miharo ingår i släktet Kokiria och familjen Kokiriidae. Inga underarter finns listade i Catalogue of Life.